# HD 186998
HD 186998，又名BD+24 3877，SAO 87706、HR 7533，是一颗恒星，视星等为6.62，位于銀經61.39，銀緯0.08，其B1900.0坐标为赤經19h 42m 27.5s，赤緯+24° 0.08′ 19″。